# Szypliszki
Szypliszki (lit. Šipliškė) – wieś w Polsce położona na Pojezierzu Wschodniosuwalskim (zachodnia część Pojezierza Litewskiego), w województwie podlaskim, w powiecie suwalskim, w gminie Szypliszki.
W latach 1975–1998 miejscowość administracyjnie należała do województwa suwalskiego.
Miejscowość jest siedzibą gminy Szypliszki.
Miejscowość od wschodu omija droga ekspresowa S61. Do 2022 roku przebiegała tędy droga krajowa nr 8. 

## Historia
Przed tysiącem lat ziemie dzisiejszej gminy Szypliszki, jak i całej Suwalszczyzny, zamieszkiwali Jaćwingowie – lud należący do bałtyjskiej grupy językowej. Po całkowitym wyniszczeniu Jaćwingów przez Zakon Krzyżacki w 1283 roku ziemie te były kilkakrotnie dzielone pomiędzy Krzyżaków i Wielkie Księstwo Litewskie i ostatecznie przeszły w ręce Litwinów.

## Obiekty zabytkowe
- cmentarz wojenny z I wojny światowej, nr rej.: 330 z 10.03.1983[7].